# Olletjärnen (Arvidsjaurs socken, Lappland, 726712-167723)
Olletjärnen är en sjö i Arvidsjaurs kommun i Lappland och ingår i Byskeälvens huvudavrinningsområde.